# Dimos Rethymno
Dimos Rethymno (Rethymno) är en kommun i Grekland.   Den ligger i prefekturen Nomós Rethýmnis och regionen Kreta, i den sydöstra delen av landet, 300 km söder om huvudstaden Aten. Antalet invånare är 47 272.